# Global Storm – Die finale Katastrophe
Global Storm – Die finale Katastrophe (Originaltitel: Global Meltdown) ist ein kanadischer Katastrophenfernsehfilm von Daniel Gilboy, der auch für das Drehbuch zuständig war, aus dem Jahr 2017.

## Handlung
Eine gigantische Flutwelle trifft San Francisco fatal. Dies ist nur der Vorbote weiterer Katastrophen. Schon bald durchziehen riesige Erdrisse die Kontinente und es regnet Feuer vom Himmel. Die junge Wissenschaftlerin Karen Cavanaugh vermutet, dass es im Erdinneren ein Erdbeben gegeben haben muss, dessen Folgen nun die Oberfläche erreichen.
Eine zufällige Gruppe von Menschen eint sich und versucht gemeinsam zu überleben, darunter der Hubschrauberpilot Davis Mackie und die Reporterin Erin. Mit dabei ist auch Karen, die als Führerin fungiert. Der mürrische Amos Cade schließt sich nur widerwillig der Gruppe an und erkennt keine Autoritäten an. Außerdem verfolgt er ein ganz anderes Ziel und bedroht deswegen das Leben der anderen Menschen.

## Hintergrund
Der Film erschien am 7. Juli 2017 in Kanada. Am 10. Mai 2018 erfolgte die deutsche Erstausstrahlung auf Syfy, am 6. September 2018 begann der Videovertrieb in Deutschland. Produziert wurde der Film von Alberta Film Projects und Cinetel Films. Gedreht wurde in Calgary im kanadischen Alberta.

## Rezeption
„Billiger (Fernseh-)Desasterfilm, der sich Story und Charaktere von teuren, geistig nicht weniger schwachen Hollywood-Vorbildern zusammengeklaubt hat und sie ohne eigene Einfälle variiert. Durch grottenschlechte Effekte und Schauspielerauftritte nicht einmal von Trash-Fans goutierbar.“

Die Nacht der lebenden Texte sieht die schauspielerischen Fähigkeiten der Darsteller auf dem Niveau der visuellen Effekte und bezeichnet beides als Billigware. Herausgehoben aus dem Cast wird Michael Paré, dem das Blatt eine große Erfahrung an Produktionen in Low-Budget-Filmen zugesteht. Final wird geurteilt, wer Trash und Mockbustern mit all ihren Defiziten etwas abgewinnen kann, kann einen Blick wagen, ohne Augenkrebs zu riskieren, sollte aber nicht erwarten, in „Global Storm – Die finale Katastrophe“ die Abbildung auf dem Cover auch nur annähernd wiederzufinden.